# Didactylia castanea
Didactylia castanea är en skalbaggsart som beskrevs av Rudolph Petrovitz 1973. Didactylia castanea ingår i släktet Didactylia och familjen Aphodiidae. Inga underarter finns listade i Catalogue of Life.